# Novopoltavka, Novîi Buh
Novopoltavka (în ucraineană Новополтавка) este localitatea de reședință a comunei Novopoltavka din raionul Novîi Buh, regiunea Mîkolaiiv, Ucraina.

## Demografie
Componența lingvistică a localității Novopoltavka
     Ucraineană (92,91%)
     Rusă (6,19%)
     Alte limbi (0,72%)
Conform recensământului din 2001, majoritatea populației localității Novopoltavka era vorbitoare de ucraineană (92,91%), existând în minoritate și vorbitori de rusă (6,19%).